# 地狱火扳机
地狱火扳机是一种允许半自动枪械以接近全自动枪械的速率开火的装置。該裝置夹在扳机后面的扳机护圈上，并将一个裝有彈簧的踏板压在扳机背面以增加使扳机向前复位的力量，从而有效地减少了扣动扳机所需的手指动程并更显著提高射速。
从技术上讲，枪支本身没有被改动。加装了地狱火扳机的半自动枪械与所有半自动枪械一样，每次扣动扳机仅发射一发子弹。因此，地獄火扳機乃是合法改裝。
加利福尼亚街101号枪击事件使用了一对加装了地狱火扳机的TEC-9 手枪。2017年拉斯維加斯槍擊案的槍手亦使用了撞火槍托與地獄火扳機。另据报道，大卫教派的领袖大卫·考雷什告诉当局，他使用安装了地狱火扳机的半自动枪械。 